# Білоярка (Тавдинський міський округ)
Білоя́рка (рос. Белоярка) — присілок у складі Тавдинського міського округу Свердловської області.
Населення — 2 особи (2010, 14 у 2002).
Національний склад населення станом на 2002 рік: росіяни — 100 %.